# Monique Scheer
Monique Scheer (* 1967 in Tulsa, Oklahoma) ist eine deutsch-amerikanische Kulturwissenschaftlerin, Professorin für Empirische Kulturwissenschaft und Prorektorin für Internationales und Diversität an der Eberhard Karls Universität Tübingen.

## Leben
Bis 1989 studierte sie Neuere Geschichte an der Stanford University. Nach ihrem Bachelorabschluss arbeitete sie von 1990 bis 1993 als Redakteurin beim Georg Thieme Verlag in Stuttgart. Danach absolvierte sie ein Magisterstudium bis 1999 in Empirischer Kulturwissenschaft und Religionswissenschaft an der Universität Tübingen, wo sie nachfolgend 2005 auch promovierte. Anschließend war sie Postdoktorandin an der Universität Tübingen und wissenschaftliche Mitarbeiterin am Max-Planck-Institut für Bildungsforschung in Berlin. Nach einer Juniorprofessur am Ludwig-Uhland-Institut für Empirische Kulturwissenschaft der Universität Tübingen folgte sie 2014 dem Ruf auf eine ordentliche Professur ebendort.
Seit 2016 ist Scheer Prorektorin, bis 2020 nebenamtlich und seitdem hauptamtlich. 2022 kandidierte sie für das Amt des Rektors der Universität Tübingen.
Sie war Co-Chefredakteurin von Ethnologia Europaea und ist derzeit Mitherausgeberin der Zeitschrift Geschichte und Gesellschaft. Daneben gehört sie zum wissenschaftlichen Beirat des Deutschen Historischen Instituts Washington, sowie zum Redaktionsbeirat von Emotions and Society und Emotions: History, Culture, Society.

## Forschung
Zu ihren Forschungsbereichen gehören Praktiken und Medien der Religion/Säkularität, kulturwissenschaftliche/historische Emotionsforschung, wie auch wissensgeschichtliche Fragestellungen.
Häufig vereint sie in ihren Arbeiten Perspektiven unterschiedlicher Fachrichtungen, wie der Geschichts-, Religions- und Kulturwissenschaft, und gilt als „Meisterin disziplinärer Verknüpfung“ – so bereits in ihrer Magisterarbeit (später 2002 als Artikel in The American Historical Review veröffentlicht), ihrer Dissertation und darüber hinaus. Während der Tätigkeit im Sonderforschungsbereich „Kriegserfahrungen“ der Universität Tübingen beschäftigte sich Scheer mit dem Marienkult vom 17./18. Jahrhundert bis in die Zeit nach dem Zweiten Weltkrieg, Themen wie der Dogmatisierung der leiblichen Himmelfahrt Mariens 1950, Laienfrömmigkeit (Rosenkranzgebetsgruppen, Glaube an Marienerscheinungen), der kirchlichen Wahrnehmung und dem Zusammenhang mit den Kriegserfahrungen der Menschen. Im Verlauf ihrer späteren Forschungstätigkeit weitete sich ihr Forschungsfeld auf den Protestantismus und griff räumlich bis in die USA und zeitlich bis in die Gegenwart aus. So thematisiert sie beispielsweise das Phänomen der Megachurches oder gesellschaftliche Auseinandersetzungen um das Weihnachtsfest, speziell des Ausmaßes christlicher Sprache und Symbolik in der Öffentlichkeit und im privaten Umfeld, bei Bezugnahme auf die Vergangenheit und im Hinblick auf die Säkularisierung.
Für die Emotionsforschung schlug Scheer eine an Pierre Bourdieu orientierte praxeologische Ausrichtung vor, die Emotionen als körperliche Praktiken betrachtet. Der Ansatz wurde vor allem in der Geschichtswissenschaft viel diskutiert und genutzt. Jan Plamper bezeichnete ihren Ansatz 2014 neben Barbara Rosenweins und William Reddys Konzepten als richtungsweisend für die Fachrichtung der Emotionsgeschichte.

## Privates
Mit 22 Jahren kam Scheer nach Deutschland. Heute lebt sie mit ihrer Familie in Stuttgart.

## Veröffentlichungen (Auswahl)
Monographien
- Rosenkranz und Kriegsvisionen. Marienerscheinungskulte im 20. Jahrhundert. Vollst. zugl.: Tübingen, Univ., Diss., 2004–2005. Tübinger Vereinigung für Volkskunde, Tübingen 2006, ISBN 978-3-932512-37-7.
- Enthusiasm. Emotional Practices of Conviction in Modern Germany. Oxford University Press 2020, ISBN 0-19-886359-4.

Herausgeberschaften
- mit Reinhard Johler und Christian Marchetti: Doing Anthropology in Wartime and War Zones. World War I and the Cultural Sciences in Europe. 1. Auflage. transcript, Bielefeld 2010, ISBN 978-3-8394-1422-4.
- mit anderen: Out of the tower. Essays on culture and everyday life. Tübinger Vereinigung für Volkskunde e. V, Tübingen 2013, ISBN 3-932512-93-6.
- Bindestrich-Deutsche? Mehrfachzugehörigkeit und Beheimatungspraktiken im Alltag. TVV-Verl., Tübingen 2014, ISBN 978-3-932512-78-0.
- mit Nadia Fadil und Birgitte Schepelern Johansen: Secular Bodies, Affects and Emotions. European Configurations. Bloomsbury Publishing PLC, London 2019, ISBN 978-1-350-06522-2.
- mit Pamela E. Klassen: Der Unterschied, den Weihnachten macht. Differenz und Zugehörigkeit in multikulturellen Gesellschaften. Tübinger Vereinigung für Volkskunde e.V, Tübingen 2019, ISBN 978-3-947227-01-3.
- mit Jan Hinrichsen: Forme[l]n des guten Lebens. Ethnografische Erkundungen alltäglicher Aushandlungen von Glück und Moral. TVV, Tübinger Vereinigung für Volkskunde e.V, Tübingen 2019, ISBN 978-3-947227-02-0.

Weiteres
- From Majesty to Mystery: Change in the Meanings of Black Madonnas from the Sixteenth to Nineteenth Centuries. In: The American Historical Review. 107, Nr. 5, 2002, S. 1412–1440.
- Mitarbeit in Ute Frevert, Christian Bailey und Pascal Eitler et al.: Gefühlswissen. Eine lexikalische Spurensuche in der Moderne. 1. Auflage. Campus Verlag, s. l. 2011, ISBN 3-593-39389-1.
- Are Emotions a Kind of Practice (and Is That What Makes Them Have a History)? A Bourdieuan Approach to Understanding Emotion. In: History and Theory. 51, 2012, S. 193–220.

## Auszeichnungen
- 2011: Walter de Gruyter-Preis der Berlin-Brandenburgischen Akademie der Wissenschaften[10]